# دائرة الآثار العامة (الأردن)
دائرة الآثار العامة هي مؤسسة حكومية تابعة لوزارة السياحة والآثار الأردنية.تأسست في شرق الأردن سنة 1923 كفرع تابع لدائرة آثار فلسطين، ثم انفصلت لاحقا في إدارتها عن حكومة الانتداب البريطاني على فلسطين سنة 1928 وأصبحت دائرة مستقلة حيث تولى إدارتها السيد رضا توفيق .وفي سنة 1934 صدر أول قانون تشريعي للآثار في الأردن.

## قائمة رؤساء دائرة الآثار العامة في الأردن
| رئيس الدائرة           | فترة تولي المنصب                        |
| ---------------------- | --------------------------------------- |
| رضا توفيق              | 1923م - 1928م                           |
| توفيق أبو الهدى        | 1928م-1929م                             |
| علاء الدين طوقان       | 1929- 1931م                             |
| أديب الكايد العواملة   | 1931م- 1933م                            |
| هشام خير               | 1933م -1939م                            |
| لانكستر هاردينج        | 1939م- 1956م                            |
| عبد الكريم غرايبة      | 1956م                                   |
| سعيد الدرة             | 1956م-1959م                             |
| عوني الدجاني           | 1959م-1968م                             |
| ميخائيل جميعان         | 1968م                                   |
| يعقوب عويس             | 1968-1971م                              |
| منصور البطاينة         | 1971م- 1972                             |
| يعقوب عويس             | 1972م-1977م                             |
| عدنان الحديدي          | 1977م-1989م                             |
| غازي بيشة              | 1989م-1991م                             |
| صفوان التل             | 1991م-1994م                             |
| غازي بيشة              | 1994م-1999م                             |
| فواز الخريشة           | 1999م-2010م                             |
| زياد السعد حزيران      | 2010- حزيران 2011م                      |
| فارس الحمود            | حزيران 2011 - تموز 2013                 |
| منذر جمحاوي يزيد عليان | آب 2013- آب 2018 2018_حتى الآن بالوكالة |